# 神戸エクスプレス
神戸エクスプレス（こうべエクスプレス）は、神戸市と広島市を結ぶ高速バス路線である。昼行便のみ運行されており、平日は2往復、週末（土曜・日曜）・休日は4往復が運行されている。
席は全便座席指定制。乗車前にあらかじめ乗車券を購入しなければならない（ローソン・ファミリーマートでも予約ができる）。
なお「神戸エクスプレス」は広交観光側の愛称であり、神姫バス側の愛称は「ハーバーライナー広島線」である。

## 歴史
- 2001年7月20日 - 神姫バス、広交観光2社で1日2往復運行。
- 2003年5月3日 - 金、土、日、祝日のみ1日4往復運行。
- 2009年10月1日 - 土、日、祝日のみ1日4往復運行に変更。
- 2015年7月1日 - 新白島駅に停車開始。

## 運行会社
両者が土曜・日曜・祝日の昼行2往復ずつ、ならびに祝日を除く月曜～金曜の1往復ずつを担当。
- 神姫バス - 神戸営業所が担当。ハーバーライナーの愛称がある（神姫バスの昼行都市間高速バスの共通愛称）。
- 広交観光 - 落合営業所が担当。

## 運行経路・停車停留所
太字は停車停留所。中筋駅・新白島駅では広島行きの降車・神戸行きの乗車のみ取扱い。
神姫バス神戸三宮バスターミナル - 国道2号出入口（広島行き）/ 神若出口（神戸行き） - 新神戸トンネル有料道路 - 箕谷出入口 - 阪神高速7号北神戸線 - 布施畑JCT - 神戸淡路鳴門自動車道・山陽自動車道木見支線 - 三木JCT - 山陽自動車道 - 広島IC - 国道54号 - 中筋駅 - 新白島駅 - 広島バスセンター
- 広島行き・神戸行きともに吉備SAで休憩。
- 全区間を4時間で結ぶ。

## 車内設備
神姫バスは3列シート（土日祝の増発便は4列シート車）、広交観光は4列シート車で運行する。尚、神姫バス担当便はプリンセスロード号用の車両で運行される場合がある。
- トイレ
- コンセント、Docomo Wi-fi（神姫バス担当便のみ）